# Livraga
Livraga är en ort och kommun i provinsen Lodi i regionen Lombardiet i Italien. Kommunen hade 2 530 invånare (2018).